# Psalm 121
Psalm 121 is een psalm in Psalmen uit de Hebreeuwse Bijbel (in de Griekse Septuagint en de Latijnse Vulgaat Psalm 120). In het Latijn worden vaak de eerste woorden van de psalm als naam ervan gebruikt Levavi oculos meos in montes. Het is een van de vijftien bedevaartspsalmen.
In tegenstelling tot het opschrift van de andere bedevaartspsalmen (het Hebreeuwse שיר המעלות, šîr ha-ma‘ălōṯ, "lied van de stijgingen/beklimmingen") heeft deze psalm het opschrift שיר למעלות, šîr la-ma‘ălōṯ, "een lied over de stijgingen/beklimmingen".

## Thema
Aan het begin van de bedevaart, in het bergachtige gebied van de heuvels van Judea, erkende de pelgrim dat JHWH degene is die hem de hulp kan geven die hij nodig heeft. Wie op JHWH vertrouwt, is er zeker van dat Hij hem dag en nacht bescherming zal bieden. Het gebed gaat van de eerste naar de tweede persoon in vers 3, en neemt zelfs de vorm aan van een zegen in de verzen 7 en 8. Dit zal het gebed van verschillende zangers besluiten met het vooruitzicht op verandering.

## Muziek
De Psalm is diverse malen berijmd in psalmberijmingen op melodieën van de Geneefse psalmen. De psalm kan hierdoor worden gezongen in de Psalmberijming van 1773, de nieuwe berijming van 1967, de berijming uit het Gereformeerd Kerkboek en in De Nieuwe Psalmberijming uit 2020. Het lied Ik hef mijn ogen op naar de bergen van Marcel Zimmer is een lied naar Psalm 121. Het is het 640e nummer in de bundel Opwekking.
1 · 2 · 3 · 4 · 5 · 6 · 7 · 8 · 9 · 10 · 11 · 12 · 13 · 14 · 15 · 16 · 17 · 18 · 19 · 20 · 21 · 22 · 23 · 24 · 25 · 26 · 27 · 28 · 29 · 30 · 31 · 32 · 33 · 34 · 35 · 36 · 37 · 38 · 39 · 40 · 41 · 42 · 43 · 44 · 45 · 46 · 47 · 48 · 49 · 50 · 51 · 52 · 53 · 54 · 55 · 56 · 57 · 58 · 59 · 60 · 61 · 62 · 63 · 64 · 65 · 66 · 67 · 68 · 69 · 70 · 71 · 72 · 73 · 74 · 75 · 76 · 77 · 78 · 79 · 80 · 81 · 82 · 83 · 84 · 85 · 86 · 87 · 88 · 89 · 90 · 91 · 92 · 93 · 94 · 95 · 96 · 97 · 98 · 99 · 100 · 101 · 102 · 103 · 104 · 105 · 106 · 107 · 108 · 109 · 110 · 111 · 112 · 113 · 114 · 115 · 116 · 117 · 118 · 119 · 120 · 121 · 122 · 123 · 124 · 125 · 126 · 127 · 128 · 129 · 130 · 131 · 132 · 133 · 134 · 135 · 136 · 137 · 138 · 139 · 140 · 141 · 142 · 143 · 144 · 145 · 146 · 147 · 148 · 149 · 150 · 151